# Муджири, Давид Амиранович
Дави́д (Дми́трий) Амира́нович Муджи́ри (7 апреля 1956, Махарадзе, Грузинская ССР, СССР) — советский футболист, защитник. Всю карьеру провёл в тбилисском «Динамо». Мастер спорта международного класса (1981).

## Достижения

### Чемпионат СССР
- чемпион СССР 1978 года.
- вице-чемпион 1977 года.
- двукратный обладатель бронзовых медалей — 1976 (весна) и 1976 (осень).

### Кубок СССР
- двукратный обладатель Кубка СССР: 1976 и 1979
- финалист 1980

В 1977 году вошёл в список 33 лучших футболистов СССР.
После завершения футбольной карьеры работал в Федерации футбола Грузии начальником отдела подготовки резервов.

## Имя
В различных источниках указывается разное имя Муджири: Давид и Дмитрий.
Слова сына Муджири, Давида Муджири-младшего:
Например, у моего отца, который играл за тбилисское «Динамо» в 70-е и 80-е годы, в паспорте записано имя Дмитрий. Но, сколько себя помню, никто никогда его так не называл. Абсолютно для всех он был и есть Давидом Муджири.